# Championnats du monde d'athlétisme 2015
Navigation
Les 15es Championnats du monde d'athlétisme se déroulent du 22 au 30 août 2015 au Stade national de Pékin, en Chine.
Pour la première fois depuis la création des championnats du monde, le Kenya domine la compétition avec seize médailles dont sept en or. Traditionnellement brillant en demi-fond, fond et steeple, il s'ouvre de nouvelles perspectives avec notamment les victoires de Julius Yego au lancer du javelot, et de Nicholas Bett sur 400 m haies, tandis qu'Ezekiel Kemboi remporte son 4e titre du 3 000 m steeple et Asbel Kiprop son 3e sur 1 500 m.
Derrière le Kenya et à égalité de médailles d'or, la Jamaïque confirme sa suprématie sur les épreuves de sprint, avec un nouveau triplé 100 m - 200 m - 4 × 100 m pour Usain Bolt qui devient, en totalisant treize médailles dont onze en or, l'athlète le plus titré et le plus médaillé des championnats du monde, alors que Shelly-Ann Fraser-Pryce poursuit son règne sur 100 m comme en relais 4 × 100 m. Comme Usain Bolt, Allyson Felix s'installe au sommet du palmarès féminin en remportant trois nouvelles médailles dont son premier titre sur 400 m, pour porter son total à 9 médailles d'or. Mo Farah réussit pour sa part un deuxième doublé consécutif 5 000 m - 10 000 m. 
Au niveau des performances,  un record du monde est battu, celui du décathlon porté à 9 045 points par Ashton Eaton. Cinq records des championnats, onze records continentaux,  quatre-vingt huit records nationaux et dix-sept meilleures performances mondiales de l'année sont réalisés. Dafne Schippers  remporte le 200 m en 21 s 63 (4e temps de l'histoire et 3e performeuse de l'histoire), Wayde van Niekerk s'impose sur 400m en 43 s 48 (6e temps de l'histoire et 4e performeur de tous les temps)  et Christian Taylor s'adjuge l'or du triple saut avec 18,21 m (2e saut de l'histoire et  2e meilleur performeur derrière Jonathan Edwards).
Cette édition a battu le record de participation avec 1 873 athlètes en provenance de 205 pays. Le stade était complet, pour sa partie ouverte, tous les soirs, et jamais il n'y avait eu autant de spectateurs le matin, avec un total de 681 864 spectateurs, en comptant le personnel accrédité.

## Organisation

### Sélection de la ville hôte

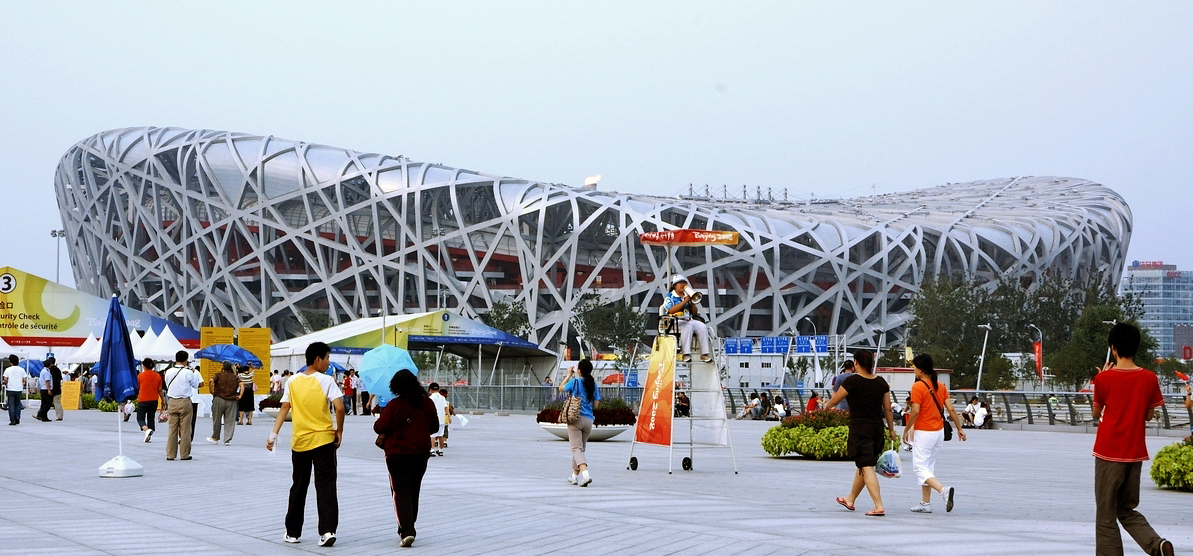
Le Stade national de Pékin vu de l'extérieur.

La capitale chinoise est désignée ville hôte le 20 novembre 2010 à l'occasion du congrès de l'IAAF tenu à Monaco. Pékin était la seule ville candidate après le retrait de Londres, le 3 novembre 2010. Selon Lamine Diack, président de l'IAAF lors de l'attribution de l'organisation des Mondiaux 2015, « l'attribution des championnats à Pékin est l'occasion de développer la culture de l'athlétisme dans un pays d'1,3 milliard d'habitants ». Les Championnats du monde d'athlétisme en plein air se dérouleront pour la quatrième fois en Asie après Tokyo en 1991 et Osaka en 2007 au Japon, puis Daegu en 2011 en Corée du Sud.

### Équipement du stade et sites de la compétition

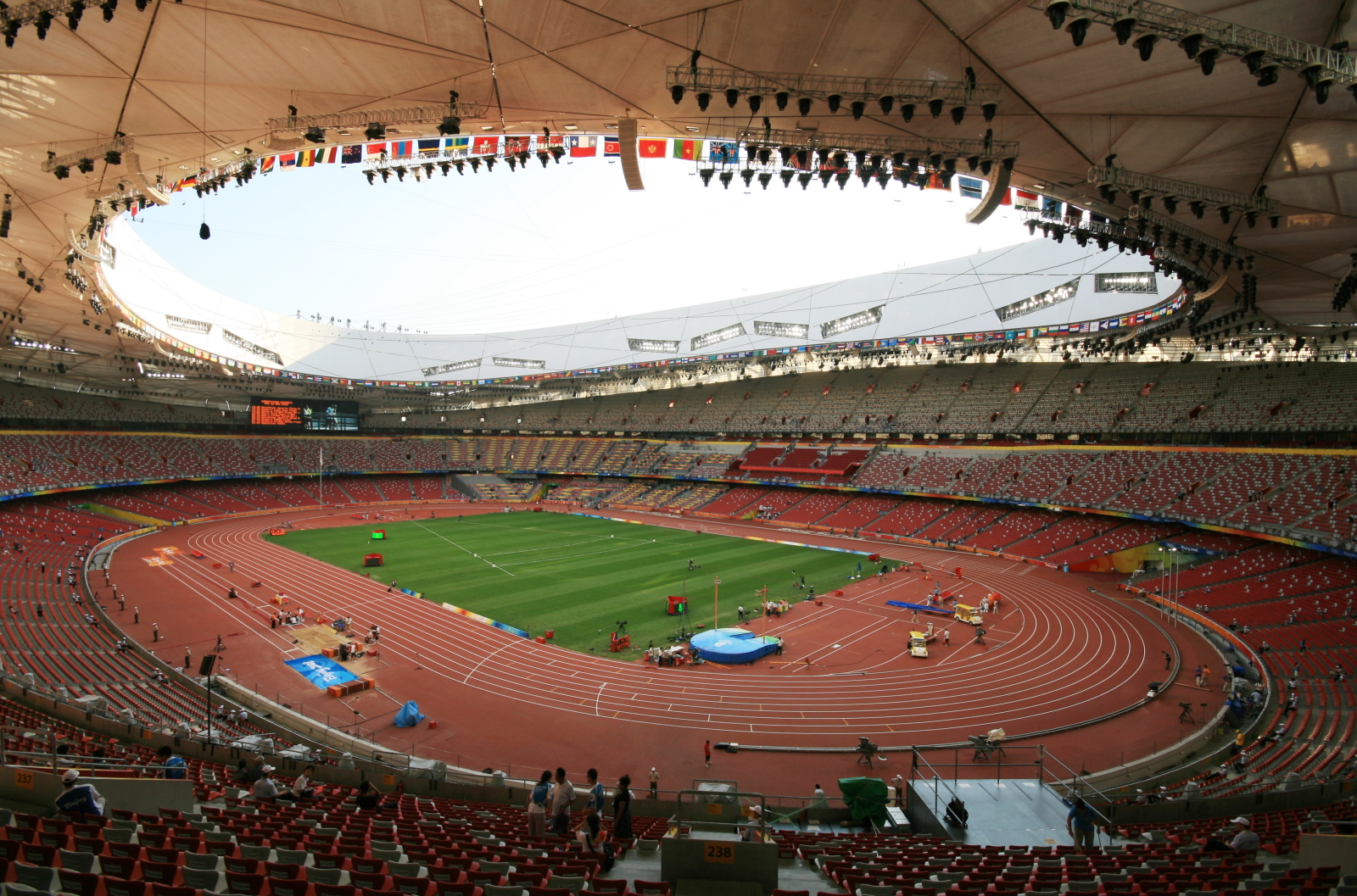
Le Stade national de Pékin vu de l'intérieur.

Les épreuves se déroulent au Stade national de Pékin qui a accueilli les épreuves d'athlétisme, ainsi que les cérémonies d'ouverture et de clôture des Jeux olympiques d'été de 2008. Le stade ne sera que partiellement ouvert, le tiers supérieur restant fermé ce qui limitera l'affluence à 54 000 spectateurs au lieu des 80 000 places assises théoriques. Un nouveau revêtement de piste a été installé par Mondo pour renouveler la piste des Jeux olympiques.

### Calendrier
Le calendrier des épreuves est le suivant :
| Q | Qualifications | S | Séries | ½ | Demi-finales | F | Finales |

| Date →           | Sam 22 | Sam 22 | Dim 23 | Dim 23 | Dim 23 | Lun 24 | Lun 24 | Mar 25 | Mar 25 | Mer 26 | Mer 26 | Jeu 27 | Jeu 27 | Ven 28 | Ven 28 | Sam 29 | Sam 29 | Dim 30 | Dim 30 |
| Événement ↓      | M      | A      | M      | A      | A      | M      | A      | M      | A      | M      | A      | M      | A      | M      | A      | M      | A      | M      | A      |
| ---------------- | ------ | ------ | ------ | ------ | ------ | ------ | ------ | ------ | ------ | ------ | ------ | ------ | ------ | ------ | ------ | ------ | ------ | ------ | ------ |
| 100 m            | Q      | S      |        | ½      | F      |        |        |        |        |        |        |        |        |        |        |        |        |        |        |
| 200 m            |        |        |        |        |        |        |        |        | S      |        | ½      |        | F      |        |        |        |        |        |        |
| 400 m            |        |        | Q      |        |        |        | ½      |        |        |        | F      |        |        |        |        |        |        |        |        |
| 800 m            | S      |        |        | ½      | ½      |        |        |        | F      |        |        |        |        |        |        |        |        |        |        |
| 1 500 m          |        |        |        |        |        |        |        |        |        |        |        | S      |        |        | ½      |        |        |        | F      |
| 5 000 m          |        |        |        |        |        |        |        |        |        | S      |        |        |        |        |        |        | F      |        |        |
| 10 000 m         |        | F      |        |        |        |        |        |        |        |        |        |        |        |        |        |        |        |        |        |
| Marathon         | F      |        |        |        |        |        |        |        |        |        |        |        |        |        |        |        |        |        |        |
| 110 m haies      |        |        |        |        |        |        |        |        |        | S      |        |        | ½      |        | F      |        |        |        |        |
| 400 m haies      |        | S      |        | ½      | ½      |        |        |        | F      |        |        |        |        |        |        |        |        |        |        |
| 3 000 m steeple  | S      |        |        |        |        |        | F      |        |        |        |        |        |        |        |        |        |        |        |        |
| Relais 4 × 100 m |        |        |        |        |        |        |        |        |        |        |        |        |        |        |        | S      | F      |        |        |
| Relais 4 × 400 m |        |        |        |        |        |        |        |        |        |        |        |        |        |        |        | S      |        |        | F      |
| 20 km marche     |        |        |        | F      | F      |        |        |        |        |        |        |        |        |        |        |        |        |        |        |
| 50 km marche     |        |        |        |        |        |        |        |        |        |        |        |        |        |        |        | F      |        |        |        |
| Longueur         |        |        |        |        |        | Q      |        |        | F      |        |        |        |        |        |        |        |        |        |        |
| Triple           |        |        |        |        |        |        |        |        |        | Q      |        |        | F      |        |        |        |        |        |        |
| Hauteur          |        |        |        |        |        |        |        |        |        |        |        |        |        | Q      |        |        |        |        | F      |
| Perche           |        | Q      |        |        |        |        | F      |        |        |        |        |        |        |        |        |        |        |        |        |
| Poids            |        |        | Q      | F      | F      |        |        |        |        |        |        |        |        |        |        |        |        |        |        |
| Disque           |        |        |        |        |        |        |        |        |        |        |        | Q      |        |        |        |        | F      |        |        |
| Marteau          | Q      |        |        | F      | F      |        |        |        |        |        |        |        |        |        |        |        |        |        |        |
| Javelot          |        |        |        |        |        |        | Q      |        |        |        | F      |        |        |        |        |        |        |        |        |
| Décathlon        |        |        |        |        |        |        |        |        |        |        |        |        |        | F      | F      | F      | F      |        |        |

| Date →           | Sam 22 | Sam 22 | Dim 23 | Dim 23 | Dim 23 | Lun 24 | Lun 24 | Lun 24 | Mar 25 | Mar 25 | Mer 26 | Mer 26 | Jeu 27 | Jeu 27 | Ven 28 | Ven 28 | Ven 28 | Sam 29 | Sam 29 | Dim 30 | Dim 30 |
| Événement ↓      | M      | A      | M      | M      | A      | M      | A      | A      | M      | A      | M      | A      | M      | A      | M      | A      | A      | M      | A      | M      | A      |
| ---------------- | ------ | ------ | ------ | ------ | ------ | ------ | ------ | ------ | ------ | ------ | ------ | ------ | ------ | ------ | ------ | ------ | ------ | ------ | ------ | ------ | ------ |
| 100 m            |        |        | Q      | S      |        |        | ½      | F      |        |        |        |        |        |        |        |        |        |        |        |        |        |
| 200 m            |        |        |        |        |        |        |        |        |        |        |        | S      |        | ½      |        | F      | F      |        |        |        |        |
| 400 m            |        |        |        |        |        | S      |        |        |        | ½      |        |        |        | F      |        |        |        |        |        |        |        |
| 800 m            |        |        |        |        |        |        |        |        |        |        | S      |        |        | ½      |        |        |        |        | F      |        |        |
| 1 500 m          | S      |        |        |        | ½      |        |        |        |        | F      |        |        |        |        |        |        |        |        |        |        |        |
| 5 000 m          |        |        |        |        |        |        |        |        |        |        |        |        | S      |        |        |        |        |        |        |        | F      |
| 10 000 m         |        |        |        |        |        |        | F      | F      |        |        |        |        |        |        |        |        |        |        |        |        |        |
| Marathon         |        |        |        |        |        |        |        |        |        |        |        |        |        |        |        |        |        |        |        | F      |        |
| 100 m haies      |        |        |        |        |        |        |        |        |        |        |        |        | S      |        |        | ½      | F      |        |        |        |        |
| 400 m haies      |        |        | S      |        |        |        | ½      | ½      |        |        |        | F      |        |        |        |        |        |        |        |        |        |
| 3 000 m steeple  |        |        |        |        |        | S      |        |        |        |        |        | F      |        |        |        |        |        |        |        |        |        |
| Relais 4 × 100 m |        |        |        |        |        |        |        |        |        |        |        |        |        |        |        |        |        | S      | F      |        |        |
| Relais 4 × 400 m |        |        |        |        |        |        |        |        |        |        |        |        |        |        |        |        |        | S      |        |        | F      |
| 20 km marche     |        |        |        |        |        |        |        |        |        |        |        |        |        |        | F      |        |        |        |        |        |        |
| -                |        |        |        |        |        |        |        |        |        |        |        |        |        |        |        |        |        |        |        |        |        |
| Longueur         |        |        |        |        |        |        |        |        |        |        |        |        | Q      |        |        | F      | F      |        |        |        |        |
| Triple           |        | Q      |        |        |        |        | F      | F      |        |        |        |        |        |        |        |        |        |        |        |        |        |
| Hauteur          |        |        |        |        |        |        |        |        |        |        |        |        | Q      |        |        |        |        |        | F      |        |        |
| Perche           |        |        |        |        |        | Q      |        |        |        |        |        | F      |        |        |        |        |        |        |        |        |        |
| Poids            | Q      | F      |        |        |        |        |        |        |        |        |        |        |        |        |        |        |        |        |        |        |        |
| Disque           |        |        |        |        |        | Q      |        |        |        | F      |        |        |        |        |        |        |        |        |        |        |        |
| Marteau          |        |        |        |        |        |        |        |        |        |        | Q      |        |        | F      |        |        |        |        |        |        |        |
| Javelot          |        |        |        |        |        |        |        |        |        |        |        |        |        |        | Q      |        |        |        |        |        | F      |
| Heptathlon       | F      | F      | F      | F      | F      |        |        |        |        |        |        |        |        |        |        |        |        |        |        |        |        |

## Participation

### Critères de qualification
Lors de son 49e congrès tenu à Moscou le 7 août 2013, l'IAAF a décidé de modifier les règles de qualification qui dataient pour l'essentiel de la première édition des championnats, et ce, à partir des championnats du monde 2015, en supprimant notamment les minima A et B pour une norme de qualification unique. Cette règle visera à combler 75 % du quota d'athlètes fixé par discipline, le reste sera complété le cas échéant en qualifiant les athlètes les mieux classés au niveau mondial. La règle des trois athlètes par nation et l'attribution de wild cards ont en revanche été conservées. Pour les relais, les huit meilleures équipes des Relais mondiaux 2014 seront qualifiées ainsi que les huit meilleurs temps sur la période de qualification.
Pour la plupart des épreuves, sauf celles sur une distance supérieure à 10 km et les épreuves combinées, les résultats doivent avoir été obtenus entre le 1er octobre 2014 et le 10 août 2015 inclus. Pour les relais, les épreuves combinées, la marche, le marathon et le 10 000 m, la période s'étend du 1er janvier 2014 au 10 août 2015 inclus.
| Discipline                | Hommes                                                       | Hommes                                                       | Femmes                                                       | Femmes                                                       |
| Discipline                | Minima                                                       | Cible                                                        | Minima                                                       | Cible                                                        |
| ------------------------- | ------------------------------------------------------------ | ------------------------------------------------------------ | ------------------------------------------------------------ | ------------------------------------------------------------ |
| 100 m                     | 10 s 16                                                      | 56 concurrents                                               | 11 s 33                                                      | 56 concurrentes                                              |
| 200 m                     | 20 s 50                                                      | 56                                                           | 23 s 20                                                      | 56                                                           |
| 400 m                     | 45 s 50                                                      | 48                                                           | 52 s 00                                                      | 48                                                           |
| 800 m                     | 1 min 46 s 00                                                | 48                                                           | 2 min 1 s 00                                                 | 48                                                           |
| 1 500 m Mile              | 3 min 36 s 20 3 min 53 s 00                                  | 45                                                           | 4 min 6 s 50 4 min 25 s 20                                   | 45                                                           |
| 5 000 m                   | 13 min 23 s 00                                               | pas de cible                                                 | 15 min 20 s 00                                               | pas de cible                                                 |
| 10 000 m                  | 27 min 45 s 00                                               | pas de cible                                                 | 32 min 0 s 00                                                | pas de cible                                                 |
| Marathon                  | 2 h 18 min 00                                                | 2 h 18 min 00                                                | 2 h 44 min 00                                                | 2 h 44 min 00                                                |
| 110 m haies / 100 m haies | 13 s 47                                                      | 40                                                           | 13 s 00                                                      | 40                                                           |
| 400 m haies               | 49 s 50                                                      | 40                                                           | 56 s 20                                                      | 40                                                           |
| 3 000 m steeple           | 8 min 28 s 00                                                | 45                                                           | 9 min 44 s 00                                                | 45                                                           |
| Relais 4 × 100 m          | 8 finalistes aux Relais mondiaux 2014 + 8 meilleures équipes | 8 finalistes aux Relais mondiaux 2014 + 8 meilleures équipes | 8 finalistes aux Relais mondiaux 2014 + 8 meilleures équipes | 8 finalistes aux Relais mondiaux 2014 + 8 meilleures équipes |
| Relais 4 × 400 m          | 8 finalistes aux Relais mondiaux 2014 + 8 meilleures équipes | 8 finalistes aux Relais mondiaux 2014 + 8 meilleures équipes | 8 finalistes aux Relais mondiaux 2014 + 8 meilleures équipes | 8 finalistes aux Relais mondiaux 2014 + 8 meilleures équipes |
| 20 km marche              | 1 h 25 min 0 s                                               | pas de cible                                                 | 1 h 36 min 0 s                                               | pas de cible                                                 |
| 50 km marche              | 4 h 6 min 0 s                                                | pas de cible                                                 | -                                                            | -                                                            |
| Saut en hauteur           | 2,28 m                                                       | 32                                                           | 1,94 m                                                       | 32                                                           |
| Saut à la perche          | 5,65 m                                                       | 32                                                           | 4,50 m                                                       | 32                                                           |
| Saut en longueur          | 8,10 m                                                       | 32                                                           | 6,70 m                                                       | 32                                                           |
| Triple saut               | 16,90 m                                                      | 32                                                           | 14,20 m                                                      | 32                                                           |
| Lancer du poids           | 20,45 m                                                      | 32                                                           | 17,75 m                                                      | 32                                                           |
| Lancer du disque          | 65,00 m                                                      | 32                                                           | 61,00 m                                                      | 32                                                           |
| Lancer du marteau         | 76,00 m                                                      | 32                                                           | 70,00 m                                                      | 32                                                           |
| Lancer du javelot         | 82,00 m                                                      | 32                                                           | 61,00 m                                                      | 32                                                           |
| Décathlon / Heptathlon    | 8 075 pts                                                    | 32                                                           | 6 075 pts                                                    | 32                                                           |

Sont également qualifiés les champions en titre et ceux de la Ligue du diamant (wild card), les champions continentaux en titre (2014 ou 2015) s'ils sont sélectionnés par leur fédération ainsi que sans minima les athlètes chinois (un par épreuve) et les athlètes des pays n'ayant réalisé aucun minima.

### Nations participantes
207 fédérations nationales sont inscrites, ce qui constitue le record des championnats. Ce sera la première fois du Kosovo et du Soudan du Sud dont l'adhésion est confirmée par le congrès IAAF de Pékin. La fédération du Gabon est quant à elle suspendue.
La principale délégation reste celle des États-Unis, suivie cette année par celle de la Chine, pays organisateur, qui double la Russie en forte diminution. 89 délégations sont composées uniquement par un athlète, en majorité sans minima.
Le nombre d'athlètes engagés par fédération est indiqué entre parenthèses.
| AAA | CAA | ConSudAtle | EAA | NACAC | OAA |
| --- | --- | --- | --- | --- | --- |
| Afghanistan (1) Arabie saoudite (3) Bangladesh (1) Bahreïn (19) Birmanie (1) Bhoutan (1) Brunei (1) Cambodge (1) Chine (83) Corée du Nord (3) Corée du Sud (12) Émirats arabes unis (3) Hong Kong (1) Inde (18) Indonésie (1) Irak (1) Iran (6) Japon (55) Jordanie (1) Kazakhstan (10) Kirghizistan (1) Koweït (1) Laos (1) Liban (1) Malaisie (1) Maldives (1) Mongolie (3) Népal (1) Oman (1) Ouzbékistan (4) Pakistan (1) Palestine (1) Philippines (1) Qatar (8) Singapour (1) Syrie (1) Sri Lanka (8) Tadjikistan (2) Taïwan (5) Thaïlande (2) Turkménistan (1) Vietnam (1) Yémen (1) | Afrique du Sud (34) Angola (1) Algérie (14) Bénin (1) Botswana (7) Burkina Faso (2) Burundi (1) Cap-Vert (1) Cameroun (2) Comores (1) Côte d'Ivoire (4) Djibouti (4) Égypte (3) Éthiopie (41) Érythrée (9) Gambie (1) Ghana (2) Guinée (1) Guinée-Bissau (1) Guinée équatoriale (1) Kenya (52) Lesotho (2) Madagascar (2) Malawi (1) Mali (1) Maroc (21) Maurice (1) Mauritanie (1) Mozambique (1) Namibie (6) Nigeria (17) République centrafricaine (1) République du Congo (1) République démocratique du Congo (1) Rwanda (2) Sao Tomé-et-Principe (1) Sénégal (5) Seychelles (1) Sierra Leone (1) Somalie (1) Swaziland (1) Soudan (3) Soudan du Sud (1) Tanzanie (4) Tchad (1) Togo (1) Tunisie (4) Ouganda (11) Zambie (2) Zimbabwe (5) | Argentine (6) Bolivie (3) Brésil (58) Chili (6) Colombie (13) Équateur (6) Guyana (2) Panama (3) Paraguay (1) Pérou (6) Suriname (1) Uruguay (3) Venezuela (12) | Albanie (1) Allemagne (69) Andorre (1) Arménie (1) Autriche (5) Azerbaïdjan (2) Belgique (20) Biélorussie (18) Bosnie-Herzégovine (3) Bulgarie (11) Chypre (3) Croatie (6) Danemark (3) Slovaquie (11) Slovénie (9) Espagne (44) Estonie (15) Finlande (17) France (44) Géorgie (1) Gibraltar (1) Grèce (10) Hongrie (12) Irlande (16) Islande (2) Israël (5) Italie (33) Kosovo (1) Lettonie (10) Lituanie (12) Luxembourg (2) Malte (1) Moldavie (4) Monaco (1) Monténégro (1) Norvège (9) Pays-Bas (23) Pologne (50) Portugal (17) Royaume-Uni (64) Tchéquie (25) Macédoine du Nord (1) Roumanie (17) Russie (74) Saint-Marin (1) Serbie (5) Suède (24) Suisse (16) Turquie (12) Ukraine (57) | Anguilla (1) Antigua-et-Barbuda (6) Aruba (1) Bahamas (25) Barbade (6) Belize (1) Bermudes (2) Canada (48) Îles Caïmans (2) Costa Rica (2) Cuba (34) Dominique (1) Salvador (1) États-Unis (130) Grenade (2) Guatemala (7) Haïti (1) Honduras (1) Îles Turques-et-Caïques (1) Îles Vierges britanniques (3) Îles Vierges des États-Unis (1) Jamaïque (53) Mexique (5) Montserrat (1) Nicaragua (1) Porto Rico (3) République dominicaine (7) Saint-Christophe-et-Niévès (6) Sainte-Lucie (2) Saint-Vincent-et-les-Grenadines (2) Trinité-et-Tobago (21) | Australie (45) Îles Cook (1) Fidji (2) Guam (1) Kiribati (1) Îles Mariannes du Nord (1) États fédérés de Micronésie (1) Nauru (1) Nouvelle-Zélande (14) Palaos (1) Papouasie-Nouvelle-Guinée (2) Polynésie française (1) Îles Salomon (1) Samoa (2) Tonga (1) Tuvalu (1) Vanuatu (1) |

## Compétition

### Podiums

#### Hommes
| Épreuves                              | Or | Argent | Bronze                                                                                     |
| ------------------------------------- | --- | --- | ------------------------------------------------------------------------------------------ |
| 100 m Détails, Vent : - 0,5 m/s       | Usain Bolt 9 s 79 (SB) | Justin Gatlin 9 s 80 | Trayvon Bromell 9 s 92 Andre De Grasse 9 s 92 (PB)                                         |
| 200 m Détails, Vent : -0,1 m/s        | Usain Bolt 19 s 55 (WL) | Justin Gatlin 19 s 74 | Anaso Jobodwana 19 s 87 (NR)                                                               |
| 400 m Détails                         | Wayde van Niekerk 43 s 48 (WL, AR) | LaShawn Merritt 43 s 65 (PB) | Kirani James 43 s 78 (SB)                                                                  |
| 800 m Détails                         | David Rudisha 1 min 45 s 84 | Adam Kszczot 1 min 46 s 08 | Amel Tuka 1 min 46 s 30                                                                    |
| 1 500 m Détails                       | Asbel Kiprop 3 min 34 s 40 s | Elijah Manangoi 3 min 34 s 63 | Abdalaati Iguider 3 min 34 s 67                                                            |
| 5 000 m Détails                       | Mohamed Farah 13 min 50 s 38 | Caleb Ndiku 13 min 51 s 75 | Hagos Gebrhiwet 13 min 51 s 86                                                             |
| 10 000 m Détails                      | Mohamed Farah 27 min 1 s 13 | Geoffrey Kipsang 27 min 1 s 76 | Paul Tanui 27 min 2 s 83                                                                   |
| Marathon Détails                      | Ghirmay Ghebreslassie 2 h 12 min 27 s | Yemane Tsegay 2 h 13 min 7 s (SB) | Solomon Mutai 2 h 13 min 29 s                                                              |
| 20 km marche Détails                  | Miguel Ángel López 1 h 19 min 14 s (PB) | Wang Zhen 1 h 19 min 29 s | Benjamin Thorne 1 h 19 min 57 s (NR)                                                       |
| 50 km marche Détails                  | Matej Tóth 3 h 40 min 32 s | Jared Tallent 3 h 42 min 17 s (SB)                                                                                                   | Takayuki Tanii 3 h 42 min 55 s                                                             |
| 110 m haies Détails, Vent : + 0,1 m/s | Sergueï Choubenkov 12 s 98 (NR) | Hansle Parchment 13 s 03 (SB) | Aries Merritt 13 s 04 (SB)                                                                 |
| 400 m haies Détails                   | Nicholas Bett 47 s 79 (WL, NR) | Denis Kudryavtsev 48 s 05 (NR) | Jeffery Gibson 48 s 17 (NR)                                                                |
| 3 000 m steeple Détails               | Ezekiel Kemboi 8 min 11 s 28 | Conseslus Kipruto 8 min 12 s 38 | Brimin Kipruto 8 min 12 s 54                                                               |
| 4 × 100 m Détails                     | Jamaïque Nesta Carter Asafa Powell Nickel Ashmeade Usain Bolt 37 s 36 (WL) Participation aux séries : Rasheed Dwyer                           | Chine Mo Youxue Xie Zhenye Su Bingtian Zhang Peimeng 38 s 01                                                                         | Canada Aaron Brown Andre De Grasse Brendon Rodney Justyn Warner 38 s 13                    |
| 4 × 400 m Détails                     | États-Unis David Verburg Tony McQuay Bryshon Nellum LaShawn Merritt 2 min 57 s 82 (WL) Participation aux séries : Kyle Clemons Vernon Norwood | Trinité-et-Tobago Renny Quow Lalonde Gordon Deon Lendore Machel Cedenio 2 min 58 s 20 (NR) Participation aux séries : Jarrin Solomon | Grande-Bretagne Rabah Yousif Delanno Williams Jarryd Dunn Martyn Rooney 2 min 58 s 51 (SB) |
| Saut en hauteur Détails               | Derek Drouin 2,34 m | Zhang Guowei 2,33 m Bohdan Bondarenko 2,33 m                                                                                         | non décernée                                                                               |
| Saut à la perche Détails              | Shawnacy Barber 5,90 m | Raphael Holzdeppe 5,90 m | Paweł Wojciechowski 5,80 m Renaud Lavillenie 5,80 m Piotr Lisek 5,80 m                     |
| Saut en longueur Détails              | Greg Rutherford 8,41 m (SB) | Fabrice Lapierre 8,24 m (SB) | Wang Jianan 8,18 m                                                                         |
| Triple saut Détails                   | Christian Taylor 18,21 m (WL, AR) | Pedro Pablo Pichardo 17,73 m | Nelson Évora 17,52 m (SB)                                                                  |
| Lancer du poids Détails               | Joe Kovacs 21,93 m | David Storl 21,74 m | O'Dayne Richards 21,69 m (=NR)                                                             |
| Lancer du disque Détails              | Piotr Małachowski 67,40 m | Philip Milanov 66,90 m (NR) | Robert Urbanek 65,18 m                                                                     |
| Lancer du marteau Détails             | Paweł Fajdek 80,88 m | Dilshod Nazarov 78,55 m | Wojciech Nowicki 78,55 m                                                                   |
| Lancer du javelot Détails             | Julius Yego 92,72 m (WL, AR) | Ihab A. el-Sayed 88,99 m (SB) | Tero Pitkämäki 87,64 m                                                                     |
| Décathlon Détails                     | Ashton Eaton 9 045 points (WR) | Damian Warner 8 695 pts (NR) | Rico Freimuth 8 561 pts (PB)                                                               |

#### Femmes
| Épreuves                                 | Or | Argent | Bronze |
| ---------------------------------------- | --- | --- | --- |
| 100 m Détails, Vent : - 0,3 m/s          | Shelly-Ann Fraser-Pryce 10 s 76 | Dafne Schippers 10 s 81 (NR) | Tori Bowie 10 s 86 |
| 200 m Détails, Vent : + 0,2 m/s          | Dafne Schippers 21 s 63 (CR, WL, AR) | Elaine Thompson 21 s 66 (PB) | Veronica Campbell-Brown 21 s 97 (SB) |
| 400 m Détails                            | Allyson Felix 49 s 26 (WL) | Shaunae Miller 49 s 67 (PB) | Shericka Jackson 49 s 99 (PB) |
| 800 m Détails                            | Maryna Arzamasava 1 min 58 s 03 | Melissa Bishop 1 min 58 s 12 | Eunice Sum 1 min 58 s 18 |
| 1 500 m Détails                          | Genzebe Dibaba 4 min 8 s 09 | Faith Kipyegon 4 min 8 s 96 | Sifan Hassan 4 min 9 s 34 |
| 5 000 m Détails                          | Almaz Ayana 14 min 26 s 83 (CR) | Senbere Teferi 14 min 44 s 07 | Genzebe Dibaba 14 min 44 s 14 |
| 10 000 m Détails                         | Vivian Cheruiyot 31 min 41 s 31 | Gelete Burka 31 min 41 s 77 | Emily Infeld 31 min 43 s 49 |
| Marathon Détails                         | Mare Dibaba 2 h 27 min 35 s | Helah Kiprop 2 h 27 min 36 s | Eunice Kirwa 2 h 27 min 39 s |
| 20 km marche Détails                     | Liu Hong 1 h 27 min 45 s | Lü Xiuzhi 1 h 27 min 45 s | Lyudmyla Olyanovska 1 h 28 min 13 s |
| 100 m haies Détails, Vent : - 0,3 m/s    | Danielle Williams 12 s 57 (PB) | Cindy Roleder 12 s 59 (PB) | Alina Talay 12 s 66 (NR) |
| 400 m haies Détails                      | Zuzana Hejnová 53 s 50 (WL) | Shamier Little 53 s 94 | Cassandra Tate 54 s 02 |
| 3 000 m steeple Détails                  | Hyvin Jepkemoi 9 min 19 s 11 | Habiba Ghribi 9 min 19 s 24 | Gesa Felicitas Krause 9 min 19 s 25 (PB) |
| 4 × 100 m Détails                        | Jamaïque Veronica Campbell-Brown Natasha Morrison Elaine Thompson Shelly-Ann Fraser-Pryce 41 s 07 (CR) Participation aux séries : Sherone Simpson Kerron Stewart      | États-Unis English Gardner Allyson Felix Jenna Prandini Jasmine Todd 41 s 68 (SB)                                                                      | Trinité-et-Tobago Kelly-Ann Baptiste Michelle-Lee Ahye Reyare Thomas Semoy Hackett 42 s 03 (NR) Participation aux séries : Khalifa St. Fort    |
| 4 × 400 m Détails                        | Jamaïque Christine Day Shericka Jackson Stephenie Ann McPherson Novlene Williams-Mills 3 min 19 s 13 (WL) Participation aux séries : Anastasia Le-Roy Chrisann Gordon | États-Unis Sanya Richards-Ross Natasha Hastings Allyson Felix Francena McCorory 3 min 19 s 44 Participation aux séries : Phyllis Francis Jessica Beard | Grande-Bretagne Christine Ohuruogu Anyika Onuora Eilidh Child Seren Bundy-Davies 3 min 23 s 62 (SB) Participation aux séries : Kirsten McAslan |
| Saut en hauteur Détails                  | Mariya Kuchina 2,01 m (PB) | Blanka Vlašić 2,01 m (SB) | Anna Chicherova 2,01 m |
| Saut à la perche Détails - 14 finalistes | Yarisley Silva 4,90 m | Fabiana Murer 4,85 m (=AR) | Nikoléta Kiriakopoúlou 4,80 m |
| Saut en longueur Détails                 | Tianna Bartoletta 7,14 m (WL, PB) | Shara Proctor 7,07 m (NR) | Ivana Španović 7,01 m (NR) |
| Triple saut Détails                      | Caterine Ibargüen 14,90 m (SB) | Hanna Knyazyeva-Minenko 14,78 m (NR) | Olga Rypakova 14,77 m (SB) |
| Lancer du poids Détails                  | Christina Schwanitz 20,37 m | Gong Lijiao 20,30 m | Michelle Carter 19,76 m |
| Lancer du disque Détails                 | Denia Caballero 69,28 m | Sandra Perković 67,39 m | Nadine Müller 65,53 m |
| Lancer du marteau Détails                | Anita Włodarczyk 80,85 m (CR) | Zhang Wenxiu 76,33 (SB) | Alexandra Tavernier 74,02 m |
| Lancer du javelot Détails                | Kathrina Molitor 67,69 m (WL) | Lü Huihui 66,13 m (AR) | Sunette Viljoen 65,79 m |
| Heptathlon Détails                       | Jessica Ennis-Hill 6 669 pts (SB) | Brianne Theisen-Eaton 6 554 pts | Laura Ikauniece-Admidiņa 6 516 pts (NR) |

## Classements par pays

### Tableau des médailles
Les nations sont classées, dans l'ordre, suivant leur nombre de médailles d'or, d'argent puis de bronze. Les maxima sont en gras.
| Rang  | Nation             | Or | Argent | Bronze | Total |
| ----- | ------------------ | -- | ------ | ------ | ----- |
| 1     | Kenya              | 7  | 6      | 3      | 16    |
| 2     | Jamaïque           | 7  | 2      | 3      | 12    |
| 3     | États-Unis         | 6  | 6      | 6      | 18    |
| 4     | Grande-Bretagne    | 4  | 1      | 2      | 7     |
| 5     | Éthiopie           | 3  | 3      | 2      | 8     |
| 6     | Pologne            | 3  | 1      | 4      | 8     |
| 7     | Canada             | 2  | 3      | 3      | 8     |
| 7     | Allemagne          | 2  | 3      | 3      | 8     |
| 9     | Russie             | 2  | 1      | 1      | 4     |
| 10    | Cuba               | 2  | 1      | 0      | 3     |
| 11    | Chine              | 1  | 7      | 1      | 9     |
| 12    | Pays-Bas           | 1  | 1      | 1      | 3     |
| 13    | Afrique du Sud     | 1  | 0      | 2      | 3     |
| 14    | Biélorussie        | 1  | 0      | 1      | 2     |
| 15    | Colombie           | 1  | 0      | 0      | 1     |
| 15    | Tchéquie           | 1  | 0      | 0      | 1     |
| 15    | Érythrée           | 1  | 0      | 0      | 1     |
| 15    | Espagne            | 1  | 0      | 0      | 1     |
| 15    | Slovaquie          | 1  | 0      | 0      | 1     |
| 20    | Australie          | 0  | 2      | 0      | 2     |
| 20    | Croatie            | 0  | 2      | 0      | 2     |
| 22    | Bahamas            | 0  | 1      | 1      | 2     |
| 22    | Trinité-et-Tobago  | 0  | 1      | 1      | 2     |
| 22    | Ukraine            | 0  | 1      | 1      | 2     |
| 25    | Belgique           | 0  | 1      | 0      | 1     |
| 25    | Brésil             | 0  | 1      | 0      | 1     |
| 25    | Égypte             | 0  | 1      | 0      | 1     |
| 25    | Israël             | 0  | 1      | 0      | 1     |
| 25    | Tadjikistan        | 0  | 1      | 0      | 1     |
| 25    | Tunisie            | 0  | 1      | 0      | 1     |
| 31    | France             | 0  | 0      | 2      | 2     |
| 32    | Bosnie-Herzégovine | 0  | 0      | 1      | 1     |
| 32    | Bahreïn            | 0  | 0      | 1      | 1     |
| 32    | Finlande           | 0  | 0      | 1      | 1     |
| 32    | Grèce              | 0  | 0      | 1      | 1     |
| 32    | Grenade            | 0  | 0      | 1      | 1     |
| 32    | Japon              | 0  | 0      | 1      | 1     |
| 32    | Kazakhstan         | 0  | 0      | 1      | 1     |
| 32    | Lettonie           | 0  | 0      | 1      | 1     |
| 32    | Maroc              | 0  | 0      | 1      | 1     |
| 32    | Portugal           | 0  | 0      | 1      | 1     |
| 32    | Serbie             | 0  | 0      | 1      | 1     |
| 32    | Ouganda            | 0  | 0      | 1      | 1     |
| Total | Total              | 47 | 48     | 49     | 144   |

### Finalistes
Le classement suivant est établi par l'IAAF en attribuant des points en fonction des places de finalistes (8 points pour une première place, 7 points pour une deuxième place et ainsi de suite jusqu'à la huitième place avec un point).
| Place | Pays              | 1 | 2 | 3 | 4 | 5 | 6 | 7 | 8 | Points |
| ----- | ----------------- | - | - | - | - | - | - | - | - | ------ |
| 1     | États-Unis        | 6 | 6 | 6 | 7 | 6 | 5 | 4 | 6 | 214    |
| 2     | Kenya             | 7 | 6 | 3 | 5 | 5 | 1 | 3 | 3 | 173    |
| 3     | Jamaïque          | 7 | 2 | 3 | 3 | 3 | 2 | 4 | 3 | 132    |
| 4     | Allemagne         | 2 | 3 | 3 | 3 | 3 | 6 | 5 | 3 | 113    |
| 5     | Grande-Bretagne   | 4 | 1 | 2 | 2 | 6 | 2 | 1 | 1 | 94     |
| 5     | Chine             | 1 | 7 | 1 | 1 | 5 | 1 | 1 | 1 | 94     |
| 7     | Éthiopie          | 3 | 3 | 2 | 3 |   | 2 | 2 | 1 | 83     |
| 8     | Pologne           | 3 | 1 | 4 | 1 |   | 1 | 2 | 1 | 68     |
| 9     | Canada            | 2 | 3 | 3 | 1 |   | 1 |   | 2 | 65     |
| 10    | Russie            | 2 | 1 | 1 | 2 | 3 | 1 | 2 | 2 | 60     |
| 11    | France            |   |   | 2 | 1 | 3 | 2 | 2 | 3 | 42     |
| 12    | Cuba              | 2 | 1 |   | 1 |   |   | 1 |   | 30     |
| 13    | Ukraine           |   | 1 | 1 | 1 |   | 3 | 1 |   | 29     |
| 14    | Pays-Bas          | 1 | 1 | 1 | 1 |   |   |   | 2 | 28     |
| 15    | Afrique du Sud    | 1 |   | 2 |   |   |   | 1 |   | 22     |
| 15    | Trinité-et-Tobago |   | 1 | 1 |   | 1 | 1 | 1 |   | 22     |

## Records

### Records du monde
| Date         | Épreuve   | Nouveau record | Nouveau record | Record précédent | Record précédent | Record précédent |
| ------------ | --------- | -------------- | -------------- | ---------------- | ---------------- | ---------------- |
| Date         | Épreuve   | Athlète        | Performance    | Athlète          | Performance      | Date             |
| 29 août 2015 | Décathlon | Ashton Eaton   | 9 045 pts      | Ashton Eaton     | 9 039 pts        | 23 juin 2012     |

### Records des championnats
| Date         | Épreuve                   | Nouveau record   | Nouveau record | Record précédent      | Record précédent | Record précédent |
| ------------ | ------------------------- | ---------------- | -------------- | --------------------- | ---------------- | ---------------- |
| Date         | Épreuve                   | Athlète          | Performance    | Athlète               | Performance      | Date             |
| 27 août 2015 | Lancer du marteau féminin | Anita Włodarczyk | 80,85 m        | Anita Włodarczyk      | 78,46 m          | 16 août 2013     |
| 28 août 2015 | 200 m féminin             | Dafne Schippers  | 21 s 63        | Silke Gladisch-Möller | 21 s 74          | 3 septembre 1987 |
| 29 août 2015 | Décathlon                 | Ashton Eaton     | 9 045 pts      | Tomáš Dvořák          | 8 902 pts        | 7 août 2001      |
| 29 août 2015 | Relais 4 × 100 m féminin  | Jamaïque         | 41 s 07        | Jamaïque              | 41 s 29          | 18 août 2013     |
| 30 août 2015 | 5 000 m féminin           | Almaz Ayana      | 14 min 26 s 83 | Tirunesh Dibaba       | 14 min 38 s 59   | 13 août 2005     |

### Records continentaux
| Date         | Épreuve                        | Nouveau record    | Nouveau record                                                                              | Record précédent   | Record précédent | Record précédent             |
| ------------ | ------------------------------ | ----------------- | ------------------------------------------------------------------------------------------- | ------------------ | ---------------- | ---------------------------- |
| Date         | Épreuve                        | Athlète           | Performance                                                                                 | Athlète            | Performance      | Date                         |
| 23 août 2015 | 400 m masculin                 | Yousef Masrahi    | 43 s 93 (Record d'Asie)                                                                     | Abdelalelah Haroun | 44 s 27          | 5 juillet 2015               |
| 23 août 2015 | Lancer du poids masculin       | Tomas Walsh       | 21,58 m (Record d'Océanie)                                                                  | Tomas Walsh        | 21,50 m          | 25 juillet 2015              |
| 26 août 2015 | Lancer du javelot masculin     | Julius Yego       | 92,72 m (Record d'Afrique)                                                                  | Julius Yego        | 91,39 m          | 7 juin 2015                  |
| 26 août 2015 | 400 m masculin                 | Wayde van Niekerk | 43 s 48 (Record d'Afrique)                                                                  | Isaac Makwala      | 43 s 72          | 5 juillet 2015               |
| 26 août 2015 | Saut à la perche féminin       | Fabiana Murer     | 4,85 m (Record d'Amérique du Sud)                                                           | Fabiana Murer      | 4,85 m           | 4 juin 2010 30 août 2011     |
| 27 août 2015 | Triple saut masculin           | Christian Taylor  | 18,21 m (Record d'Amérique du Nord, d'Amérique centrale et des Caraïbes)                    | Kenny Harrison     | 18,06 m          | 27 juillet 1996              |
| 28 août 2015 | 200 m féminin                  | Dafne Schippers   | 21 s 63 (Record d'Europe)                                                                   | Marita Koch        | 21 s 71          | 10 juin 1979 21 juillet 1984 |
| 28 août 2015 | 200 m féminin                  | Dafne Schippers   | 21 s 63 (Record d'Europe)                                                                   | Heike Daute        | 21 s 71          | 29 juin 1986 29 août 1986    |
| 29 août 2015 | Relais 4 × 100 mètres masculin | Chine             | 37 s 92 (Record d'Asie)                                                                     | Chine              | 37 s 99          | 2 octobre 2014               |
| 29 août 2015 | Décathlon                      | Ashton Eaton      | 9 045 pts (Record du monde, record d'Amérique du Nord, d'Amérique centrale et des Caraïbes) | Ashton Eaton       | 9 039 pts        | 23 juin 2012                 |
| 29 août 2015 | Décathlon                      | Larbi Bourrada    | 8 461 pts (Record d'Afrique)                                                                | Willem Coertzen    | 8 398 pts        | 31 mai 2015                  |
| 30 août 2015 | Lancer du javelot féminin      | Lü Huihui         | 66,13 m (Record d'Asie)                                                                     | Zhang Li           | 65,47 m          | 1er octobre 2014             |
| 29 août 2015 | 50 km marche masculin          | Andrés Chocho     | 3 h 46 min 00 s (Record d'Amérique du Sud)                                                  | James Rendón       | 3 h 47 min 41 s  | 14 septembre 2014            |

### Meilleures performances de tous les temps aux épreuves combinées
| Date         | Épreuve           | Nouveau record | Nouveau record | Record précédent | Record précédent | Record précédent |
| ------------ | ----------------- | -------------- | -------------- | ---------------- | ---------------- | ---------------- |
| Date         | Épreuve           | Athlète        | Performance    | Athlète          | Performance      | Date             |
| 28 août 2015 | Décathlon - 400 m | Ashton Eaton   | 45 s 00        | Bill Toomey      | 45 s 68          | 18 octobre 1968  |

### Meilleures performances aux épreuves combinées aux championnats du monde
| Date         | Épreuve           | Nouveau record | Nouveau record | Record précédent | Record précédent | Record précédent |
| ------------ | ----------------- | -------------- | -------------- | ---------------- | ---------------- | ---------------- |
| Date         | Épreuve           | Athlète        | Performance    | Athlète          | Performance      | Date             |
| 28 août 2015 | Décathlon - 100 m | Ashton Eaton   | 10 s 23        | Chris Huffins    | 10 s 34          | 6 août 1995      |
| 28 août 2015 | Décathlon - 400 m | Ashton Eaton   | 45 s 00        | Ashton Eaton     | 46 s 02          | 10 août 2013     |

### Meilleures performances mondiales de l'année
| Épreuve | Athlète           | Performance    | Date         |
| --- | ----------------- | -------------- | ------------ |
| 200 mètres masculin | Usain Bolt        | 19 s 55        | 27 août 2015 |
| 400 mètres masculin | Wayde van Niekerk | 43 s 48 (AR)   | 26 août 2015 |
| 400 mètres haies masculin | Nicholas Bett     | 47 s 79 (NR)   | 25 août 2015 |
| Triple saut masculin | Christian Taylor  | 18,21 m (AR)   | 27 août 2015 |
| Lancer du javelot masculin | Julius Yego       | 92,72 m (AR)   | 26 août 2015 |
| Décathlon | Ashton Eaton      | 9 045 pts (WR) | 29 août 2015 |
| Relais 4 x 100 mètres masculin | Jamaïque          | 37 s 36        | 29 août 2015 |
| Relais 4 x 400 mètres masculin | États-Unis        | 2 min 57 s 82  | 30 août 2015 |
| Relais 4 x 400 mètres masculin | États-Unis        | 2 min 58 s 13  | 29 août 2015 |
| 200 mètres féminin | Dafne Schippers   | 21 s 63 (AR)   | 28 août 2015 |
| 400 mètres féminin | Allyson Felix     | 49 s 26        | 27 août 2015 |
| 400 mètres haies féminin | Zuzana Hejnová    | 53 s 50        | 26 août 2015 |
| Saut en longueur féminin | Tianna Bartoletta | 7,14 m         | 28 août 2015 |
| Lancer du javelot féminin | Kathrina Molitor  | 67,69 m        | 30 août 2015 |
| Relais 4 x 100 mètres féminin | Jamaïque          | 41 s 84        | 29 août 2015 |
| Relais 4 x 100 mètres féminin | Jamaïque          | 41 s 07        | 29 août 2015 |
| Relais 4 x 400 mètres féminin | Jamaïque          | 3 min 19 s 13  | 30 août 2015 |
| Records et Performances - AR : Record continental (area record) - CR : Record des championnats (championship record) - MR : Record du meeting (meet record) - NR : Record national (national record) - OR : Record olympique (olympic record) - PR : Record paralympique (paralympic record) - PB : Record personnel (personal best) - SB : Meilleure performance personnelle de la saison (season's best) - WL : Meilleure performance mondiale de l'année (world leader) - WJR : Record du monde junior (world junior record) - WR : Record du monde (world record) Circonstances et Conditions - DNF : N'a pas terminé (did not finish) - DNS : N'a pas pris le départ (did not start) - DQ : Disqualification (disqualification) - NM : Aucun essai valable enregistré (No Mark) - Q : Qualifié « directement » au prochain tour (ou à la prochaine compétition), lors d'une compétition majeure, grâce au classement ou à la réalisation des minima (automatic qualifier) - q : Qualifié au prochain tour (ou à la prochaine compétition), lors d'une compétition majeure, grâce au repêchage ou à la réalisation de l'une des meilleures performances parmi celles des « non qualifiés directement » (grâce au meilleur temps ou à la meilleure distance par exemple) (secondary qualifier) |                   |                |              |

## Dopage
Le 26 août 2015, deux Kenyanes sont contrôlées positives à un produit masquant pour une substance inconnue. La première est Joyce Zakary, engagée sur le 400 m et qui venait de battre le record du Kenya en séries. Elle ne s'est pas présentée aux demi-finales de son épreuve,. La seconde est Koki Manunga, engagée sur 400 m haies et éliminée dès les séries.
Le 29 août 2015, le seul marcheur russe inscrit aux Championnats, Aleksandr Yargunkin, 7e meilleur temps, ne se présente pas au départ du 50 km marche : l'agence antidopage russe, la Rusada, ayant détecté un dopage à l'EPO à son égard. C'était pourtant le seul marcheur engagé à ne pas appartenir à l'école de marche de Saransk, suspectée de dopage généralisé, ce qui justifiait l'exclusion des autres marcheurs par la fédération russe.

## Légende
Records et Performances
- AR : Record continental (area record)
- CR : Record des championnats (championship record)
- MR : Record du meeting (meet record)
- NR : Record national (national record)
- OR : Record olympique (olympic record)
- PR : Record paralympique (paralympic record)
- PB : Record personnel (personal best)
- SB : Meilleure performance personnelle de la saison (season's best)
- WL : Meilleure performance mondiale de l'année (world leader)
- WJR : Record du monde junior (world junior record)
- WR : Record du monde (world record)

Circonstances et Conditions
- DNF : N'a pas terminé (did not finish)
- DNS : N'a pas pris le départ (did not start)
- DQ : Disqualification (disqualification)
- NM : Aucun essai valable enregistré (No Mark)
- Q : Qualifié « directement » au prochain tour (ou à la prochaine compétition), lors d'une compétition majeure, grâce au classement ou à la réalisation des minima (automatic qualifier)
- q : Qualifié au prochain tour (ou à la prochaine compétition), lors d'une compétition majeure, grâce au repêchage ou à la réalisation de l'une des meilleures performances parmi celles des « non qualifiés directement » (grâce au meilleur temps ou à la meilleure distance par exemple) (secondary qualifier)